# Monopoly (Ariana Grande)
Monopoly is een nummer van de Amerikaanse zangeressen Ariana Grande en Victoria Monét. Het nummer werd op 1 april 2019 uitgebracht door Republic Records